# 플리머스 공습

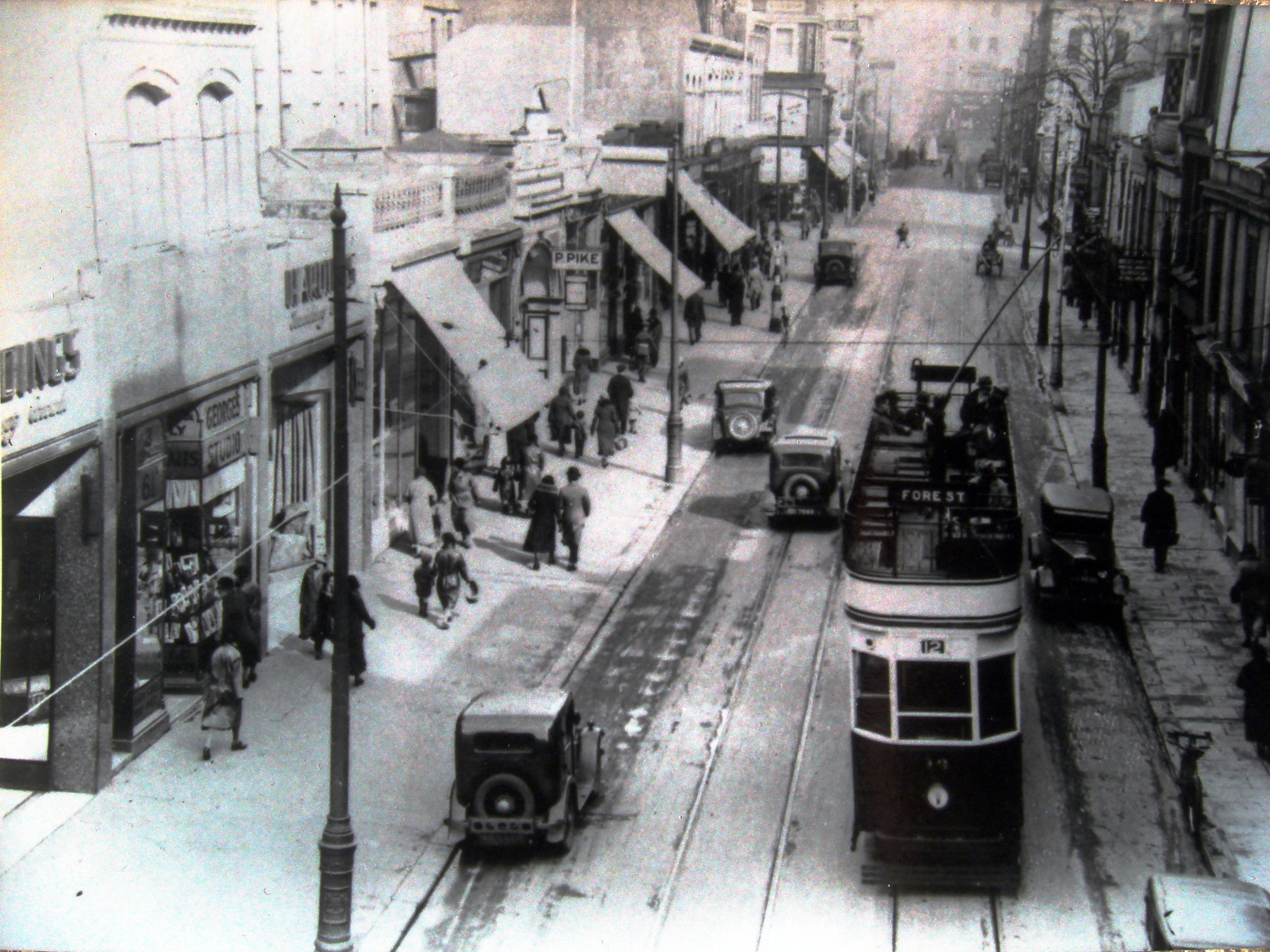
제2차 세계 대전 이전의 유니언 스트리트 (전차 운행 모습)

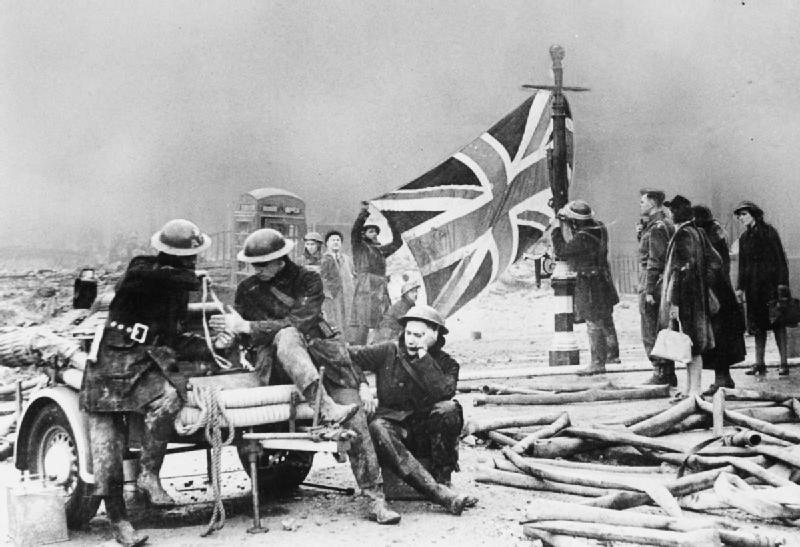
영국의 내수 전선 1939 - 1945- 공습 피해 HU36253

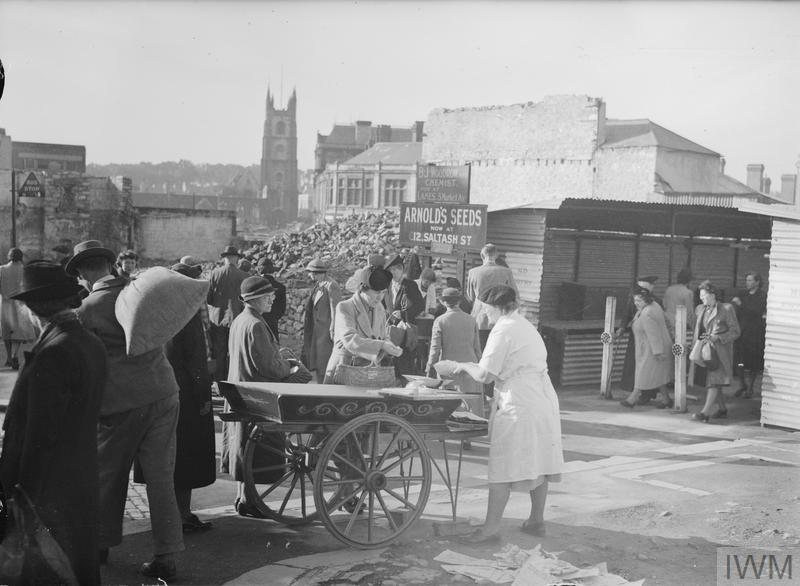
전시 플리머스의 쇼핑, 1943년 5월

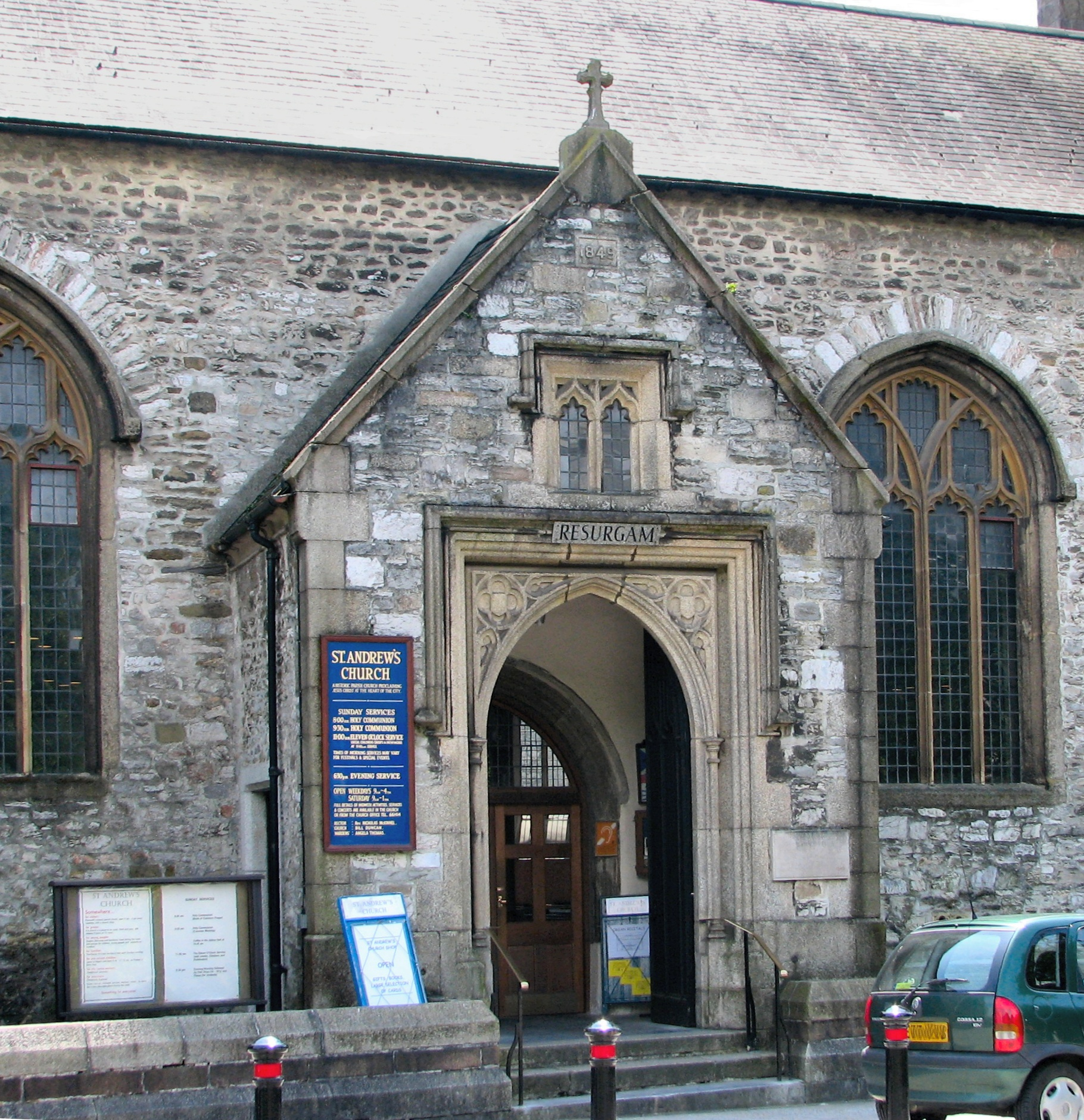
세인트 앤드류 교회의 "레수르감" 문

플리머스 전격폭격은 제2차 세계 대전 중 나치 독일 루프트바페가 영국 도시 플리머스에 수행한 일련의 폭격이었다. 수많은 영국 도시를 대상으로 한 폭격은 영국 대공습으로 알려져 있다.
대서양 전투 (제2차 세계 대전) 중 나치 독일의 노력을 용이하게 하기 위해 HMNB 데번포트의 왕립 조선소가 주요 목표였다. 햄프셔주에서 약 170마일 떨어진 포츠머스도 그곳에 왕립 조선소가 있었기 때문에 루프트바페의 표적이 되었다. 민간인 사상자가 매우 많았지만, 조선소는 계속 운영되었다.

## 역사
첫 폭탄은 1940년 7월 6일 토요일 노스 프로스펙트에 떨어져 세 명이 사망했다. 1941년 초, 다섯 차례의 공습으로 도시의 대부분이 폐허가 되었다. 1944년 5월까지 공격이 계속되었고, 그 달에 두 차례의 소규모 공습이 있었다. 59차례의 폭격 공격으로 1,172명의 민간인이 사망하고 4,448명이 부상당했다.
거주 인구는 전쟁 발발 당시 22만 명에서 한때 12만 7천 명으로 줄었다. 1941년에는 대부분의 아이들이 피란을 갔고, 공습이 예상되는 밤에는 수천 명의 사람들이 트럭에 실려 시골, 주로 다트무어 가장자리로 대피했다.

"[...] 붉은 연기 흔적 속에 시들어가는 이 도시에는 몇몇 시민들만이 배회하고 있었다. 다른 사람들은 여전히 숨어 있었거나, 모든 고통이 끝나고 폐허 아래에 누워 있었다."— 1941년 3월 21일 새벽에 대해 앙드레 사비뇽 언급.

### 지역 구조물 피해
1941년 3월, 세인트 앤드류 교구 교회가 폭격을 받아 심하게 손상되었다. 연기 나는 폐허 속에서 한 교장은 문 위에 "Resurgam"(라틴어로 "나는 다시 일어설 것이다")이라고만 적힌 나무 간판을 못으로 박아 전시 정신을 보여주었고, 이는 다른 파괴된 유럽 교회에서도 반복된 제스처였다. 세인트 앤드류 교회의 그 입구는 여전히 "레수르감" 문으로 불리며, 조각된 화강암 명판이 영구적으로 고정되어 있다.
1941년 3월 20일에서 21일 밤에 소이탄으로 파괴된 플리머스 찰스 교회는 전격폭격의 민간인 희생자들을 기리기 위한 기념물로 폐허 상태로 보존되었다.
호에 있는 영국 해양생물학협회의 연구실도 1941년 3월 20일 저녁에 심각하게 손상되었다. 당시 협회장이었던 스탠리 웰스 켐프의 부고에서 폭격이 묘사되어 있다. 신경 전도의 이온적 기초에 대한 앨런 로이드 호지킨과 앤드류 필딩 헉슬리의 선구적인 연구는 1947년 6월에 그곳에서 재개되었다.
1941년 4월 22일 저녁 중앙 지역에 대한 공격 중, 포틀랜드 스퀘어의 공동 방공호가 직격탄을 맞아 76명이 사망했다. 거의 70년 후, 플리머스 대학교는 이 사건을 기리기 위해 해당 부지에 새 건물을 명명하고, 지역 예술가에게 기념 작품을 의뢰했다. 방공호에서 겨우 세 명만이 살아남았다.
전격폭격 동안 두 개의 주요 쇼핑 센터와 거의 모든 시립 건물, 그리고 26개의 학교, 8개의 영화관, 41개의 교회가 파괴되었다. 총 3,754채의 주택이 파괴되었고 18,398채가 심하게 손상되었다.

### 재건
주로 빅토리아 시대 건물로 이루어진 플리머스 중심부 거리의 황폐화가 너무 심하여, 1941년 가을 시의회는 저명한 도시 계획가인 패트릭 애버크롬비 교수를 임명하여 도시 재건 계획을 준비하도록 했다. 제임스 패튼 왓슨과 공동 저술한 완성된 계획인 '플리머스 계획'은 1944년 3월에 출판되었으며, 급진적인 재개발을 제안했다. 주요 도로는 도시를 우회하도록 변경되었고, 유니언 스트리트를 제외한 도심의 원래 거리 계획은 지워지고 플리머스 호의 해군 기념관에서 플리머스 철도역까지 이어지는 웅장한 경관으로 대체되었으며, 새로운 도로와 현대식 건물들이 줄지어 들어섰다. 플리머스 아테나움과 패니어 시장은 재건 기간 동안 재건축된 건물 중 하나였다. 플리머스는 전시 계획을 유지한 유일한 영국 도시였다. 도심 재건은 1948년에 시작되어 1962년에 완료되었다.

## 내용주
1. ↑  "1944년 5월 한 달 동안 이 지역에는 8번의 공습 경보와 2번의 소규모 공습이 있었다." - ‘전시 일지, 5/1-31/44’, 3페이지, 플리머스 USNAAB, 1944년 6월 15일[2]

## 참고 자료
- Bayley, Jon (2017년 11월 14일). “Fascinating footage show bunker under Plymouth University”. 《plymouthherald.co.uk》 (Plymouth Herald). 2018년 4월 23일에 확인함.
- Gill, Crispin (1993). 《Plymouth. A New History》. Devon Books. 259–262쪽. ISBN 0-86114-882-7.
- Gould, Jeremy (2010). 《Plymouth: Vision of a modern city》. Swindon: English Heritage. ISBN 978-1848023222.
- Hardy, A.C. (1946). “Stanley Wells Kemp 1882-1945” (PDF). 2012년 3월 3일에 원본 문서 (PDF)에서 보존된 문서. 2012년 4월 26일에 확인함.
- Masters, Warren, 《Plymouth in the Blitz (The heavy raids March and April 1941)》
- “War Diary, 5/1-31/44”. 《www.fold3.com》. Plymouth USNAAB. 1944년 6월 15일. 2012년 4월 4일에 확인함 – Fold3 경유.
- “Places of Worship”. 《www.plymouth.gov.uk》. Plymouth City Council. 2007년 10월 13일에 원본 문서에서 보존된 문서. 2007년 10월 13일에 확인함.
- “75th Anniversary - Portland Square Air Raid Shelter Bombing”. 《plymouth.ac.uk》. 플리머스 대학교. 2018년 3월 21일에 원본 문서에서 보존된 문서. 2018년 4월 23일에 확인함.